# Ludmilla von Podiebrad

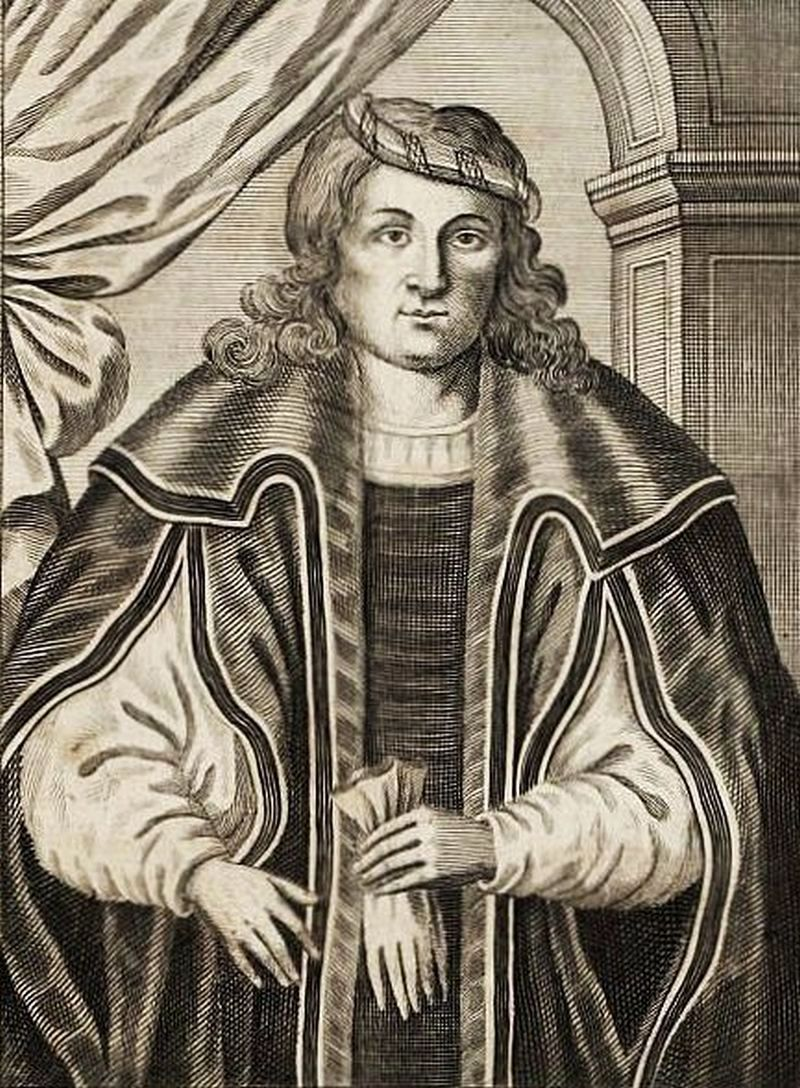
Ludmilla von Podiebrad. Kupferstich von Bartholomäus Strachowsky, 1733

Ludmilla von Podiebrad (tschechisch Ludmila z Poděbrad, * 16. Oktober 1456; † 20. Januar 1503 in Liegnitz) war durch Heirat Herzogin von Liegnitz und Brieg. Nach 1488 hatte sie ihren Witwensitz in Ohlau.

## Leben
Ludmilla entstammte dem Podiebrader Familienzweig der Herren von Kunstadt. Ihre Eltern waren der böhmische König Georg von Podiebrad und dessen zweite Frau Johanna von Rosental. 
Wegen der von ihrem Vater betriebenen Heiratspolitik wurde Ludmilla bereits im Alter von vier Jahren mit dem ein Jahr älteren bayerischen Prinzen Georg verlobt. Durch diese geplante Verbindung wollte sich Georg von Podiebrad die Zustimmung von Georgs Vater Ludwig dem Reichen von Bayern-Landshut für eine mögliche Wahl zum Römisch deutschen König sichern. Nach dem Scheitern dieses Heiratsplans wurde Ludmilla ein Jahr später dem ungarischen Adeligen Laurentius Úljaki (Lörinc Újlaki) versprochen. Durch diese Verbindung wollte Georg von Podiebrad den ungarischen Adel für seinen damaligen Schwiegersohn Matthias Corvinus gewinnen. Nachdem auch diese Verbindung nicht zustande gekommen war, wurde nochmals über eine Verheiratung Ludmillas mit Georg von Bayern verhandelt. Wegen der politischen Isolierung Georgs von Podiebrad wurde dieser Plan 1468 aufgegeben. Danach vereinbarten Georg von Podiebrad und der polnische König Kasimir IV. eine Heirat Ludmillas mit dessen Sohn Vladislav, dem späteren König von Böhmen und Ungarn, die jedoch auch nicht realisiert wurde.
Erst nach dem Tod ihres Vaters vermählte sich Ludmilla am 7. September 1474 mit dem Liegnitzer Herzog Friedrich I., der seit 1471 auch Landvogt der Oberlausitz war. Die Heirat wurde mit Vermittlung ihres älteren Bruders Heinrich d. Ä. von Münsterberg geschlossen, dem es dadurch gelang, verwandtschaftliche Beziehungen zwischen dem Haus Podiebrad und den Schlesischen Piasten herzustellen. Der Ehe entstammten drei Söhne:
1. Johann I., (1477–1495)
2. Friedrich II., Herzog von Liegnitz, Brieg und Wohlau († 1547)
3. Georg I., Herzog von Brieg (1481/83-30. Mai 1521)[1]

Nach Friedrichs Tod 1488 übte Ludmilla bis 1499 die Vormundschaft über die noch unmündigen Söhne aus. Nachdem der älteste Sohn Johann 1495 verstarb und der zweitgeborene Friedrich 1499 die Volljährigkeit erlangte, stand der drittgeborene Georg bis 1505 unter der Vormundschaft seines Bruders Friedrich. Als Witwensitz diente Ludmilla das Ohlauer Schloss. Herzogin Ludmilla starb am 20. Januar 1503. Ihr Leichnam wurde in der Kartause Liegnitz beigesetzt, die jedoch 1547 unter Friedrich III. 1547 abgerissen wurde. Die Gebeine der dort beigesetzten Liegnitzer Piasten wurden deshalb in die frühere St. Johanniskirche überführt, die nun als Schlosskirche diente.